# Nœud plat (mathématiques)

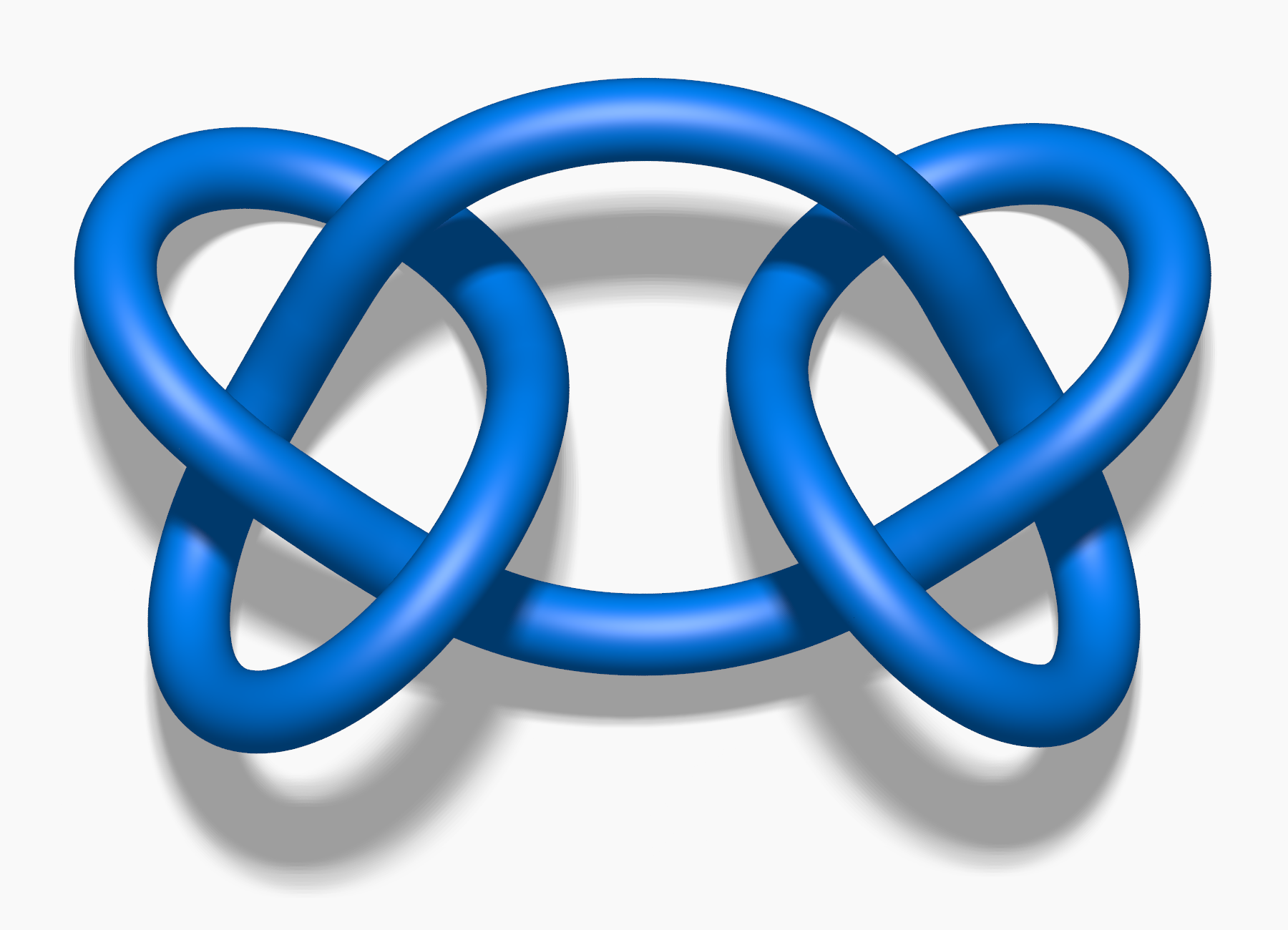
Représentation 3D.

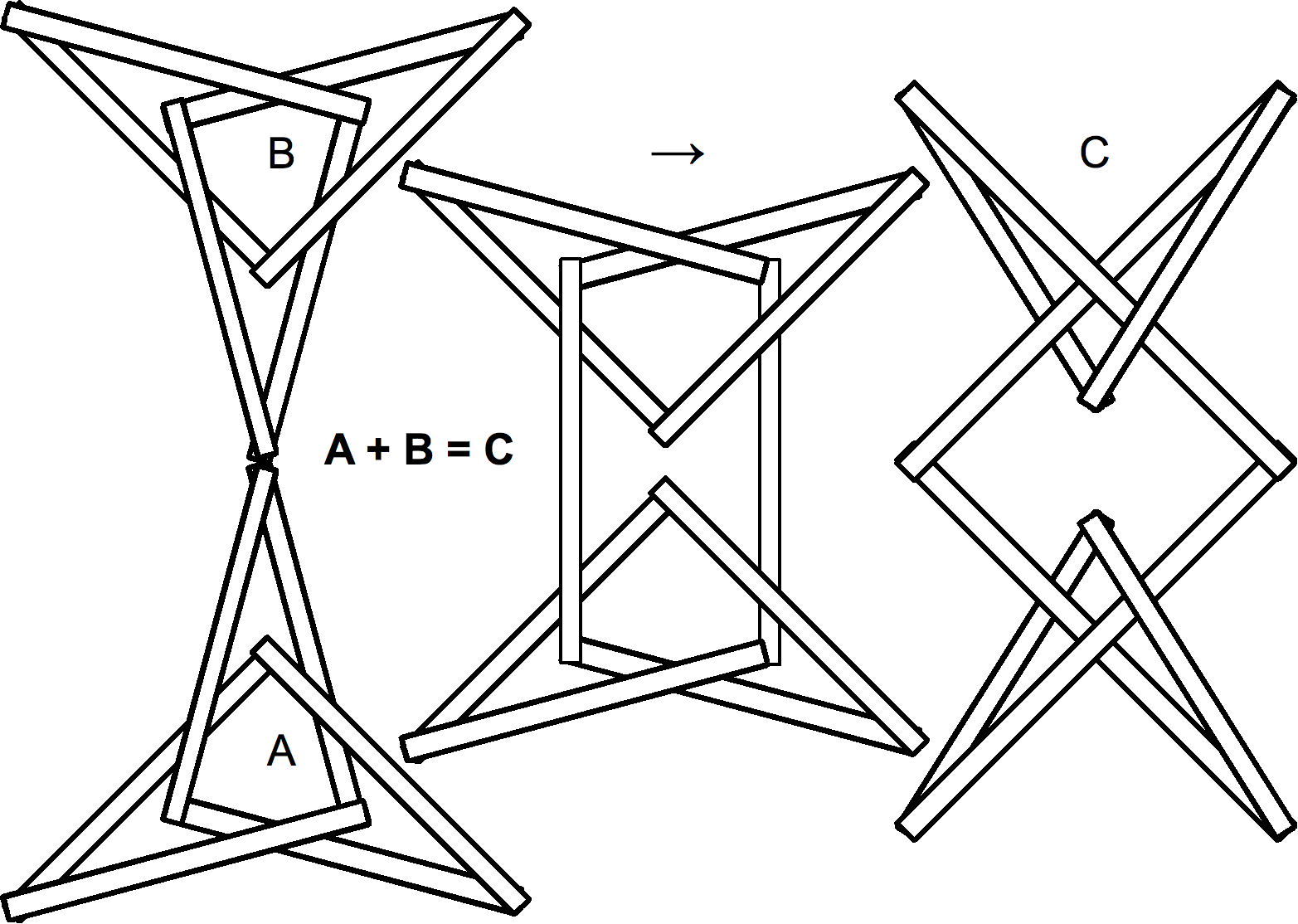
Noeud carré = trèfle + réflexion de trèfle. Représentation en bâtons.

En théorie des nœuds, le nœud plat ou nœud carré, est un nœud composé obtenu comme somme connexe du nœud de trèfle et de son image par une réflexion. Il est lié au nœud de vache qui est, lui, la somme connexe de deux nœuds de trèfle identiques. Le nœud de trèfle étant le nœud non trivial le plus simple, le nœud plat et le nœud de vache sont les plus simples des nœuds composés.
Le nœud plat mathématique est la version mathématique du nœud plat commun ; il est obtenu à partir de celui-ci en reliant les bouts libres.

## Construction
Le nœud plat est construit à partir de deux nœuds de trèfle, l’un dextre et l’autre senestre. Chacun des nœuds est sectionné, et les extrémités libres sont assemblées deux à deux. La somme qui en résulte est le nœud plat.
Il est important que les nœuds de trèfle d'origine soient images miroir l'une de l'autre. Si deux nœuds de trèfles identiques sont utilisés, le résultat est un nœud de vache.

Une courbe paramétrée simple suivant un nœud plat est donnée par les formules {\displaystyle \left\{{\begin{array}{c}x=3\sin t+2\sin 3t\\y=\cos t-2\cos 3t\\z=\cos 5t\end{array}}\right.}. 

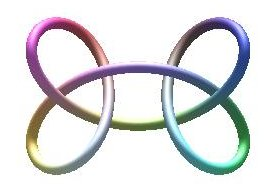
Nœud plat obtenu par les formules précédentes
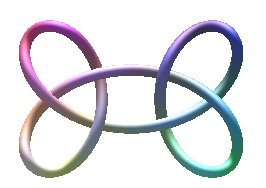
Nœud de vache

## Propriétés
Le nœud plat est achiral, ce qui signifie qu’il est identique à son image miroir.
Son nombre de croisements est 6, ce qui correspond au plus petit nombre possible de croisements pour un nœud composé.
Son polynôme d’Alexander est 
{\displaystyle \Delta (t)=(t-1+t^{-1})^{2}}
soit le carré du polynôme d’Alexander du nœud de trèfle. De même, le polynôme d’Alexander-Conway du nœud plat est 
{\displaystyle \nabla (z)=(z^{2}+1)^{2}}
Ces deux polynômes sont les mêmes que ceux du nœud de vache. Par contre, le polynôme de Jones du nœud plat est 
{\displaystyle V(q)=(q^{-1}+q^{-3}-q^{-4})(q+q^{3}-q^{4})=-q^{3}+q^{2}-q+3-q^{-1}+q^{-2}-q^{-3}}
C'est le produit des polynômes de Jones des nœuds de trèfle dextre et senestre ; il est donc différent de celui du nœud de vache.
Le groupe de nœud du nœud plat est défini par les relations : 
{\displaystyle \langle x,y,z\mid xyx=yxy,xzx=zxz\rangle .\,}
Il est isomorphe au groupe de nœud du nœud de vache, ce qui constitue l'exemple le plus simple de deux nœuds différents dont les groupes de nœud sont isomorphes.

Contrairement au nœud de vache, le nœud plat est un nœud ruban (en) et est donc aussi un nœud bordant .

Le nœud plat, vu comme nœud ruban.